# Quando sarò capace d'amare (brano musicale)
Quando sarò capace d'amare è una canzone scritta da Giorgio Gaber e Sandro Luporini, pubblicata nell'album live E pensare che c'era il pensiero, registrato dal vivo al teatro Vittorio Alfieri di Torino nel novembre 1994.

## Significato del testo
E avvicinarmi al suo mistero,

Non come quando io ragiono 

Ma come quando respiro.»
(Giorgio Gaber - Sandro Luporini)
Il brano parla di un'aspirazione di amore e di un desiderio ed una realtà nuovi, un atteggiamento diverso verso la compagna e un cambiamento interiore. 
La prima aspirazione è il superamento del Complesso di Edipo, l'amore puro ed ingenuo del bambino che è basato sull'attrazione verso la madre. Superando il primordiale complesso di Edipo ci si avvicina ad un tipo di relazione ben lontana “dalla prepotenza e dalla fragilità di un uomo bambino”.
Nella sesta quartina si immagina di poter scrutare il cuore della compagna e avvicinarsi al suo mistero non con razionalità ma con naturalezza e spontaneità. Un amore libero  da sensi di colpa, rimorsi, senso del dovere. Si vuole raggiungere quindi l’essenza spirituale dell’amore, il suo ineffabile mistero: tutto avrà senso perché esiste lei.
Anche l’eros viene descritto nella sua essenza senza che ci sia niente da dimostrare. Non viene esaltato l’aspetto carnale dell’amore, ma anche il silenzio delle notti... dove anche il sonno è vita.
Insomma un amore naturale come un fiume che fa il suo corso, senza cattive o buone azioni, senza altre strane deviazioni...
Infine nell'ultima quartina, la metafora finale, che cita lo scorrere del fiume che devia verso il mare, sancisce l’annullamento dell’io - dunque dell’egoismo primordiale insito in ciascuno di noi. L’amore ci insegna ad abbandonare l’io per essere infinito (dall’io al noi) portando il nostro limitato corso di fiume nell’immensità del mare.
Il cantante Ron ha realizzato una cover del brano e l'ha usata come title track per un suo album del 2008.